# سامي سيرجي
سامي سيرجي (بالإنجليزية: Sammy Sergi)‏ هو لاعب كرة قدم أمريكي في مركز الهجوم، ولد في 2 يوليو 1996 في آشبورن في الولايات المتحدة. لعب مع نيو مكسيكو يونايتد.